# Thomas E. Sanders
Pour les articles homonymes, voir Sanders.
Thomas E. Sanders (né le 23 septembre 1953 et mort le 6 juillet 2017 à 63 ans) est un chef décorateur et directeur artistique américain. Il est aussi crédité Tom Sanders ou Thomas Sanders.

## Filmographie sélective

### Comme chef décorateur
- 1992 : Dracula de Francis Ford Coppola
- 1994 : Maverick de Richard Donner
- 1995 : Braveheart de Mel Gibson
- 1995 : Assassins de Richard Donner
- 1997 : La Fête des pères (Fathers' Day) d'Ivan Reitman
- 1998 : Il faut sauver le soldat Ryan de Steven Spielberg
- 2000 : Mission impossible 2 de John Woo
- 2002 : Nous étions soldats de Randall Wallace
- 2005 : La rumeur court... de Rob Reiner
- 2006 : Apocalypto de Mel Gibson
- 2008 : L'Œil du mal de D. J. Caruso
- 2010 : Hors de contrôle de Martin Campbell
- 2010 : Secretariat de Randall Wallace
- 2011 : Le Chaperon rouge
- 2013 : After Earth
- 2015 : Crimson Peak de Guillermo del Toro
- 2016 : Star Trek : Sans limites (Star Trek Beyond) de Justin Lin

### Comme directeur artistique
- 1990 : Vengeance (Revenge) de Tony Scott
- 1990 : Jours de tonnerre de Tony Scott
- 1990 : Naked Tango de Leonard Schrader (en)
- 1991 : Hook ou la Revanche du Capitaine Crochet de Steven Spielberg